# Technika žáby
Technika žáby je jeden z horolezeckých způsobů zdolávání terénů.
Tato technika se hodí především pro lezení na hranách a pilířích, využití však najde i při čelním lezení na skalách. Nejlepší využití má pro překonávání velké vzdálenosti mezi stupy a pro silově snadné narovnání z postoje s velmi pokrčenýma nohama. Při dostatečné pohyblivosti v bocích lezce je možné vést těžiště těsně u stěny, což přispívá k menší námaze rukou.